# El club de los tigritos (Chile)
El club de los tigritos fue un programa de televisión de corte infantil-juvenil que empezó a transmitir Chilevisión en el horario de las mañanas y las tardes en 1994, aunque desde diciembre de 1994 se empieza a producir en versión chilena hasta marzo de 2004. El contenido del programa era muy variado e incluía musicales, concursos, dibujos animados, series anime.

## Historia
El programa partió en junio de 1994 cuando Chilevisión emitió por primera vez la versión original de El Club de los Tigritos producida por el canal venezolano Venevisión. La versión chilena de El Club de los Tigritos partió como una sección de continuidad con la versión venezolana desde fines de 1994. En la versión chilena se puede notar claramente que usaron las continuidades venezolanas, cuando el "Tigrito" las hace de director y lleva un gorro jockey con el logo de Venevisión.
Este programa seguía en ese canal hasta mediados de 1995, cuando cambian al formato chileno, esto se debió en parte a una baja de audiencia en el canal con la emisión del programa original durante el bloque infantil, motivo por el cual se regresó al formato anterior usado en Niñerías con emisiones de dibujos animados, más la continuidad de Carolina Gutiérrez. En 1996 y tras la irrupción de "Los Caballeros del Zodiaco", el programa de a poco comenzaría a exhibir dibujos animados mezclados con los sketches y canciones del programa venezolano, hasta que a mediados de ese año se convirtiera en un programa propio con dibujos animados. Estos cambios en el formato lograron un aumento en los índices de audiencia y en el número de auspiciadores, permitiendo que el programa se promocionara incluso el merchandising de las series animadas que se emitían durante el bloque, como los Caballeros del Zodiaco, Sailor Moon o Pokémon.
La versión chilena partió con la conducción de Carolina Gutiérrez, y era un espacio de continuidad donde presentaron dibujos animados, concursos y menciones publicitarias. Más adelante en marzo de 2000, Carolina dejó el programa y le pasa la conducción del programa a Jessica Abudinen, quien se convertiría en la animadora del programa hasta el verano de 2005 para dar el paso a Isabel Fernández.
En marzo de 2003, el programa cambia a un formato dirigido a la comunidad joven a través de notas dedicados a los videojuegos, manga y anime, además de datos útiles. Del mismo modo, se añadieron nuevos rostros como Matías Vega y el panelista Álvaro López, quienes acompañaron a Jessica en el programa. Dicha temporada ha estado en varias oportunidades con más horas de duración llenando hasta incluso, toda la programación del canal hasta caer las horas de la tarde.

## Series anime
- Yamazaki, el rey de la clase
- Moero! Top Striker (2000)
- El jardín secreto
- Los Caballeros del Zodiaco (1995-1998)
- Lady Oscar (1995)
- Zoids: Chaotic Century
- Zoids: Guardian Force
- Pelezinho (2000)
- Digimon (2000-2004)
- Los Justicieros (1998-1999)
- Doraemon (2000-2004)
- Slam Dunk (1998-2000)
- Cardcaptor Sakura (2001-2003)
- Sailor Moon (1996-2001)
- Ranma ½ (1998-2000)
- Pokémon (1999-2004)
- Dragon Quest (2000)
- Dr. Slump (2003)
- Corrector Yui (2003-2004)
- Super Doll Licca-Chan (2003-2004)
- Kinnikuman (2000-2001)
- Ninja Boy Rantaro (2001)
- Detective Conan (1999-2001)
- Mikami, La Cazafantasmas (1998-2001)
- Zenki (2000)
- Sally, la bruja (2000-2001)
- Inuyasha (2003-2004)
- Orphen (2001)
- Samurai X (1998)
- Gulliver Boy (2001)
- Tenchi Muyo (2001)
- Koni Chan (2004)
- Hunter × Hunter (2003)
- Irresponsable Capitán Tylor (2003)
- Gundam Wing (2003-2004)
- Los Supercampeones (2003-2004)
- Sakura Wars (2004-2005)
- Nube El Maestro del Infierno (2004)
- Cybercat Kurochan
- Samurai Warriors (1996-1997)
- Neon Genesis Evangelion (2001)
- Monster Rancher
- El Barón Rojo (1999)
- GeGeGe no Kitarō (2000)
- La familia crece (2004)

## Series animadas
- Dragonautas (2001)
- Popeye (1996-1997)
- Félix el gato (1995)
- Gasparín (1996)
- El Show de Baby Huey (2003-2004)
- Highlander: La serie animada (1996)
- Cadillacs y Dinosaurios (2001)
- Barney y sus amigos (2002-2003)
- Las Tres Mellizas (2000-2004)
- Los Centuriones (2002-2003)
- La Pequeña Lulú (1999-2004)
- El Laboratorio de Dexter (1999-2005)
- Johnny Bravo (1999-2005)
- Los Aerocampeones (1998)
- Extremo Dinos (1998)
- Las Tortugas Ninja (1999)
- Narigota (2003-2005)